# (6574) Gvishiani

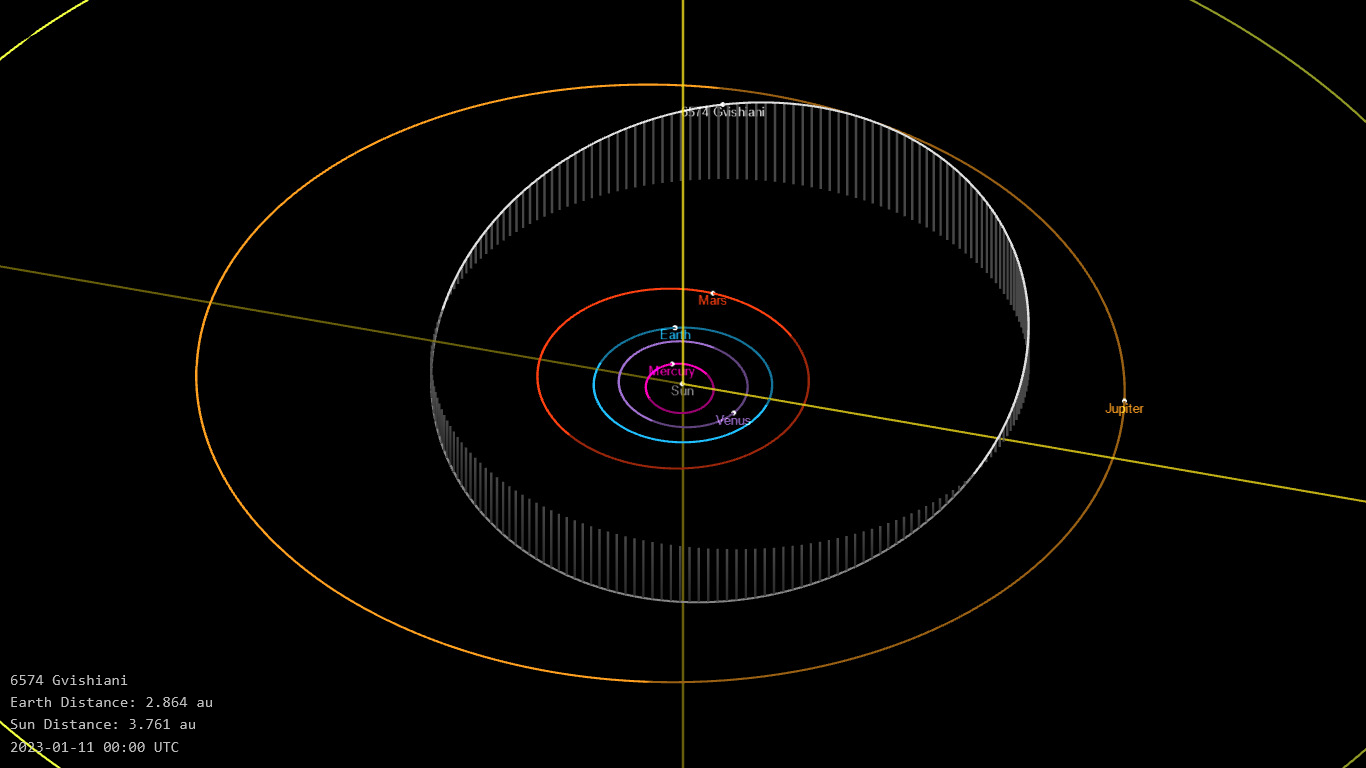
Planetoida 6574 Gvishiani (1976 QE1)

(6574) Gvishiani (1976 QE1) – planetoida z pasa głównego asteroid okrążająca Słońce w ciągu 6,27 lat w średniej odległości 3,4 j.a. Odkryta 26 sierpnia 1976 roku.